# División n.º 3 (Alberta)
La División N.º 3 es una de las divisiones censales del sur de la provincia de Alberta, en Canadá.
Su capital es la ciudad de Fort Macleod.

## Localidades
- Ciudades

- Pueblos
  - Cardston
  - Claresholm
  - Fort Macleod
  - Granum
  - Magrath
  - Nanton
  - Pincher Creek
  - Stavely

- Villas
  - Cowley
  - Glenwood
  - Hillspring

- Aldeas
  - Beaver Mines
  - Chief Mountain Border Crossing
  - Del Bonita
  - Lundbreck
  - Twin Butte

- Distritos municipales
  - Cardston County
  - Pincher Creek n.º 9
  - Willow Creek n.º 26

- Improvement Districts
  - Waterton Lakes National Park (Improvement District n.º 4)

- Reservas
  - Blood 148
  - Blood 148A

## Datos básicos
- Población: 37.580 habitantes
- Viviendas: 13.778
- Área: 13,866.02 km²
- Densidad de población: 2.7 /km²
- Variación de la población: Decrecimiento de 0,5% anual entre 1996 y 2001

## Divisiones circundantes del censo
| Noroeste: División n.º 15 | Norte: División n.º 6 | Nordeste: División n.º 5 |
| Oeste: British Columbia   |                       | Este: División n.º 2     |
|                           | Sur: EE. UU.          |                          |